# イズレイル・ゼヴィン
イズレイル・ジョーゼフ・ゼヴィン（Israel Joseph Zevin, 1872年 - 1926年）はロシア生れのユダヤ人作家・ジャーナリスト。筆名はタシュラク（Tashrak）。
1889年アメリカに渡り、ニューヨークに定住。1892年から"Jewish Daily News"紙の編集に携わり、ニューヨーク・ユダヤ人の生活に取材したユーモラスな短篇小説をイディッシュ語で寄稿した。「イディッシュのマーク・トウェイン」と呼ばれた。
これとは別に、実際にマーク・トウェインがアイザック・シンガーを訪問したとき、「私がアメリカのマーク・トゥウェインです」と言ったという話がある。